# Mochudi
Mochudi – miasto w południowo-wschodniej Botswanie, stolica dystryktu Kgatleng. Około 43 tys. mieszkańców.